# George Stephen
 (octobre 2013).
Si vous disposez d'ouvrages ou d'articles de référence ou si vous connaissez des sites web de qualité traitant du thème abordé ici, merci de compléter l'article en donnant les références utiles à sa vérifiabilité et en les liant à la section « Notes et références ».
George Stephen, 1er baron Mount Stephen, (5 juin 1829 Dufftown, Écosse - 29 novembre 1921), est un homme d'affaires canadien d'origine écossaise. Il est l'un des pionniers du transport ferroviaire nord-américain.
C'est un des fondateurs de la compagnie de chemins de fer Canadien Pacifique et l'un des donateurs qui ont permis la construction de l'Hôpital Royal Victoria.

## Biographie
Fils de William Stephen, un charpentier, et d'Elspet Smith, il naît à Dufftown en Écosse. À 15 ans, il s'engage comme commis dans une importante mercerie à Aberdeen; c'est là et dans un commerce de Londres qu'il s'initie aux affaires. En 1850, à l'âge de 21 ans, le jeune George émigre et retrouve toute sa famille installée depuis peu à Montréal. Il travaille d'abord dans l'industrie textile, mais dès 1863, il manifeste un fort intérêt pour les affaires. Il investit dans la North American Steamship Company et dans la Montreal Rolling Stock Company. Puis, en 1868, il s'associe à Richard B. Angus, Andrew Paton et son cousin Donald Alexander Smith pour fonder une entreprise textile, la Paton Manufacturing Company à Sherbrooke. Il devient par la suite président de la Banque de Montréal, en 1876, poste qu'il occupera jusqu'en 1881 pour se consacrer à la compagnie de chemin de fer Canadian Pacific Railway (Canadien pacifique), où il mettra à profit son expérience dans la gestion financière jusqu'en 1888. Le succès de la construction d'un chemin de fer transcontinental fait de lui un homme très riche. 
En 1886, Stephen est le premier Canadien à être anobli; il est élevé au rang de baronnet. L'année suivante, lui et son cousin Donald font un don important pour la construction de l'hôpital Royal Victoria de Montréal. En 1890, il décide de se retirer dans son pays natal, cédant la présidence du Canadien Pacifique à William Cornelius Van Horne. Il y devient baron en 1891 et prend alors le titre de Lord Mount Stephen. Il meurt à Welwyn, Hertfordshire en 1921, à l'âge de 92 ans. 